# Kitabatake Akinobu
Kitabatake Akinobu est un nom japonais traditionnel ; le nom de famille (ou le nom d'école), Kitabatake, précède donc le prénom (ou le nom d'artiste).
Kitabatake Akinobu (北畠顕信, 1320 – 1380) est un kuge (noble de cour) japonais et un important partisan de la Cour du Sud durant les guerres de l'époque Nanboku-chō. Son père est la conseiller impérial Kitabatake Chikafusa.
Son kami est vénéré au Ryōzen-jinja situé à Date dans la préfecture de Fukushima qui est un des  quinze sanctuaires de la restauration de Kenmu.

## Source de la traduction
- (en) Cet article est partiellement ou en totalité issu de l’article de Wikipédia en anglais intitulé « Kitabatake Akinobu » (voir la liste des auteurs).